# Ведущий научно-исследовательский институт химической технологии
«Ведущий научно-исследовательский институт химической технологии» (ВНИИХТ) был основан в 1951 году и является ведущим центром Госкорпорации «Росатом» по химическим технологиям.
Технологии института являются основой работы более 20 крупнейших гидрометаллургических комбинатов России и ряда зарубежных стран. Институтом открыто 7 минералов, проведено минералого-технологическое картирование более 40 месторождений.
20.08.2024 прекратил деятельность путем реорганизации в форме присоединения к АО "Гиредмет".

## История института
Постановлением Совета Министров СССР от 17 апреля 1951 года № 1242/626сс в структуре Первого главного управления при Совете Министров СССР был создан НИИ-10, перед которым поставили задачу осуществления полного цикла НИОКР по созданию технологий и на их основе промышленных производств по получению урана, лития, бериллия и их соединений, а также необходимых в интересах атомной энергетики, оборонной и атомной промышленности конструкционных металлов — циркония, гафния, тантала, ниобия, редкоземельных металлов.
В 1951—1965 годах институтом были разработаны технологии переработки урановых руд различных типов и выданы исходные данные для проектирования 12 промышленных производств, где позже осуществлялось участие в их пуске и последующем авторском сопровождении (находящиеся в Глазове, Жёлтых водах, Лермонтове, Навои, Новосибирске, Силламяэ, Степногорске, Чкаловске и других городах). В те же годы была осуществлена разработка и освоение технологий для создания сублиматно-разделительных производств, участие в их пуске и последующем научном сопровождении в Ангарске, Глазове, Кирово-Чепецке, Красноярске, Томске. Одновременно были разработаны технологии и созданы заводы по получению лития, тантала, ниобия, редкоземельных металлов, добыче и получению редкоземельных концентратов и их переработке в Днепродзержинске, Красноярске, Новосибирске, Усть-Каменогорске, Шевченко, с участием в пуске этих производств.
Постановлением Совета Министров СССР от 1 июля 1953 года на базе Первого главного управления и Третьего управления при Совмине СССР было образовано Министерство среднего машиностроения СССР, в структуру которого вошёл НИИ-10. В 1967 году приказом по министерству институту было присвоено наименование «Всесоюзный научно-исследовательский институт химической технологии» (ВНИИХТ).
С 1968 года ВНИИХТ принимает участие в создании комплексов переработки жидких радиоактивных отходов военно-морского флота.
В 1969 году по технологии ВНИИХТа состоялся пуск первой очереди крупнейшего в мире Навоийского горно-металлургического комбината, перерабатывающего золотые руды месторождения Мурунтау, для этого производства были разработаны и внедрены мельницы самоизмельчения «Каскад», внедрена технология сорбции золота из рудных пульп. В том же году на Восточном горно-обогатительном комбинате (в Жёлтых Водах) и Целинном горно-химическим комбинате (в Степногорске) были внедрены промышленные автоклавы емкостью 125 м³ для выщелачивания урановых руд.
В 1974 году решением Минсредмаша во ВНИИХТе для обеспечения экспортных поставок гексафторида урана была создана ответственная за анализ качества арбитражная лаборатория.
В 1975 году состоялся пуск перерабатывающего урановые руды по технологии ВНИИХТа, крупнейшего в СССР Приаргунского горно-химического комбината.
В честь своего 25-летия ВНИИХТ в 1976 году был награждён орденом «Знак Почёта».
Начиная с 1992 года институт неоднократно менял своё наименование. В 1992 году — «Всероссийский научно-исследовательский институт химической технологии» Минатома РФ, в 1999 году получил статус государственного унитарного предприятия (ГУП «ВНИИХТ»), в 2003 году — федерального государственного унитарного предприятия (ФГУП «ВНИИХТ»), в 2008 году — открытого акционерного общества (ОАО «ВНИИХТ»).
С созданием в 2007 году госкорпорации «Росатом» ВНИИХТ вошёл в её состав.

## Руководитель
- 1951—1957 Пётр Иванович Бучихин
- 1957—1974 Алексей Петрович Зефиров
- 1974—1999 Джон Иванович Скороваров
- 1999—2010 Валентин Васильевич Шаталов
- 2010—2013 Геннадий Александрович Сарычев
- 2013—2015 Андрей Валентинович Егоров
- 2015 - 2019 Александр Владимирович Ивакин
- 2019 - 2021 Бетал Заурбекович Бештоев
- 2021 - по н.в. Андрей Иванович Голиней[источник не указан 1256 дней]

Управляющей организацией является Акционерное общество «НАУКА И ИННОВАЦИИ»

## Тематика деятельности
ВНИИХТ осуществляет полный цикл научно-исследовательских и опытно-конструкторских работ по созданию технологий получения и производств урана, ядерно-чистых и редких металлов от переработки сырья до получения товарной продукции. Институт проводит исследования по минералого-технологическому изучению руд, технологиям получения урана, ядерно-чистых соединений и конструкционных металлов для атомной промышленности и других отраслей народного хозяйства. Осуществляется внедрение эффективных технологий переработки золотоносных, молибденовых, вольфрамовых и других руд.
Используя накопленный научный и технологический опыт, ВНИИХТ ведёт научные разработки в области медицины, микроэлектроники, машиностроения, авиационно-промышленного комплекса, химической промышленности, водоочистки и водоподготовки. В структуре института работают Отраслевой отдел защиты окружающей среды, Испытательный аналитический центр и Государственный центр по учёту и контролю радиоактивных веществ и радиоактивных отходов в России.
Испытания всех разработок ВНИИХТ проходят на Опытном химико-технологическом заводе института.

## Награды
- Орден «Знак почёта» (1976)